# Opel
Opel, punog naziva Adam Opel AG, njemački proizvođač automobila.
Tvrtku je 1863. osnovao Adam Opel, a s proizvodnjom automobila je započela 21. siječnja 1899. Od 1929. Opel je bio dio koncerna General Motors do ožujka 2017. kada je preuzet od Grupe PSA Peugeot Citroen.

## Aktualni modeli
- Agila
- Antara
- Astra
- Corsa
- Meriva
- Signum
- Tigra Twin Top
- Vectra
- Zafira
- Insignia
- Vivaro

## Vanjska poveznica
- Opel Njemačka
- Opel Hrvatska